# Liste der Kulturgüter in Zollikofen
Die Liste der Kulturgüter in Zollikofen enthält alle Objekte in der Gemeinde Zollikofen im Kanton Bern, die gemäss der Haager Konvention zum Schutz von Kulturgut bei bewaffneten Konflikten, dem Bundesgesetz vom 20. Juni 2014 über den Schutz der Kulturgüter bei bewaffneten Konflikten sowie der Verordnung vom 29. Oktober 2014 über den Schutz der Kulturgüter bei bewaffneten Konflikten unter Schutz stehen.
Objekte der Kategorien A und B sind vollständig in der Liste enthalten, Objekte der Kategorie C fehlen zurzeit (Stand: 9. Mai 2024). Unter übrige Baudenkmäler sind Objekte zu finden, die im Bauinventar des Kantons Bern als «schützenswert» verzeichnet sind.

## Kulturgüter
| Foto |                                                                                          | Objekt                                                        | Kat. | Typ | Standort                                 | Beschreibung |
| ---- | ---------------------------------------------------------------------------------------- | ------------------------------------------------------------- | ---- | --- | ---------------------------------------- | --- |
| ja   | Datei hochladen · Wikidata zu Schloss Reichenbach (Q1436072)                             | Schloss Reichenbach KGS-Nr.: 01364                            | A    | G   | Schloss Reichenbach 6–11 600826 / 204411 | In den Jahren 1683 bis 1688 für Postmeister Beat Fischer anstelle einer mittelalterlichen Burg erbautes Schloss im barocken Stil. Der mächtige dreigeschossige Massivbau ist einer der ersten bernischen Profanbauten mit Mansardwalmdach, seine Fassaden werden durch gefugte Ecklisenen und eine gleichmässige Folge von Stichbogenfenstern gegliedert. Eine umfangreiche Gartenanlage im französischen Stil erstreckt sich bis zum Ufer der Aare. |
| ja   | Datei hochladen · Wikidata zu Landsitz Waldegg mit Ofenhaus und Küherstöckli (Q29676541) | Landsitz Waldegg mit Ofenhaus und Küherstöckli KGS-Nr.: 01366 | B    | G   | Waldeckstrasse 42, 44 599880 / 204815    | Ursprünglich aus dem 16. Jahrhundert stammende und in den Jahren 1765 bis 1770 umgestaltete Campagne. Zweigeschossiger Mittelteil unter weit ausladendem Vollwalmdach mit verputzter, von verzahnten Ecklisenen gerahmter fünfachsiger Fassade. Im Innern zwei Zimmer mit geometrischen Kassettendecken und Brettpilastertäferung sowie mit Rocaillen und Blumengirlanden stuckierter grosser Saal.                                                  |

## Übrige Baudenkmäler
Hinweis: Anstelle der KGS-Nummer wird als Objekt-Identifikator (ID) die Grundstücksnummer verwendet.
| ID      | Foto | | Objekt                                                                                       | Typ | Standort                                   | Beschreibung |
| ------- | ---- | --- | -------------------------------------------------------------------------------------------- | --- | ------------------------------------------ | ------------ |
| 46      | ja   | Datei hochladen · Wikidata zu Stöckli (1834) (Q118366433)                                                            | Stöckli (1834)                                                                               | G   | Kreuzstrasse 18 601715 / 205003            |              |
| 47      | ja   | Datei hochladen · Wikidata zu Kleinbauernhaus (1778) (Q118370478)                                                    | Kleinbauernhaus (1778)                                                                       | G   | Rüttistrasse 12 601580 / 204945            |              |
| 49      | ja   | Datei hochladen · Wikidata zu Schulhausbrunnen (1775) (Q118371979)                                                   | Schulhausbrunnen (1775)                                                                      | K   | Schulhausstrasse N.N. 601065 / 205237      |              |
| 49      | ja   | Datei hochladen · Wikidata zu Türmlischulhaus (1877) (Q118372071)                                                    | Türmlischulhaus (1877)                                                                       | G   | Schulhausstrasse 69 601049 / 205213        |              |
| 95      | ja   | Datei hochladen · Wikidata zu Wirtschaft zur frohen Aussicht (1736) (Q118372288)                                     | Wirtschaft zur frohen Aussicht (1736)                                                        | G   | Grabenstrasse 4 600091 / 205228            |              |
| 98      | ja   | Datei hochladen · Wikidata zu Ehemaliges Wirtshaus Graben (18. / 19. Jh.) (Q118373638)                               | Ehemaliges Wirtshaus Graben (18./19. Jh.)                                                    | G   | Waldeckstrasse 12 599866 / 205025          |              |
| 100     | ja   | Datei hochladen · Wikidata zu Stöckli (Mitte 18. Jh.) (Q118373708)                                                   | Stöckli (Mitte 18. Jh.)                                                                      | G   | Waldeckstrasse 1 599870 / 205059           |              |
| 114     | ja   | Datei hochladen | Ofenhaus (17./18. Jh.)                                                                       | G   | Uf dr Höchi 5 600527 / 205637              |              |
| 132     | ja   | Datei hochladen · Wikidata zu Speicher-Stöckli (17. Jh.) (Q118375459)                                                | Speicher-Stöckli (17. Jh.)                                                                   | G   | Bühlikofen 13 600241 / 204690              |              |
| 132     | ja   | Datei hochladen · Wikidata zu Bauernhaus (1842) (Q114577250)                                                         | Bauernhaus (1842)                                                                            | G   | Bühlikofen 15, 15a 600213 / 204708         |              |
| 133;135 | ja   | Datei hochladen · Wikidata zu Fussgängerbrücke über den Chräbsbach (Q114579701)                                      | Fussgängerbrücke über den Chräbsbach (1861)                                                  | G   | Schlossweg N.N. 600800 / 204508            |              |
| 135     | BW   | Datei hochladen | Untere Mühle (1782)                                                                          | G   | Schlossweg 1 600827 / 204463               |              |
| 137     | BW   | Datei hochladen | Bauernhaus (2. Hälfte 19. Jh.)                                                               | G   | Schlossmattweg 12 600621 / 204261          |              |
| 185     | BW   | Datei hochladen | Strassenbrücke über den Chräbsbach (18./19. Jh.)                                             | G   | Reichenbachstrasse N.N. 600786 / 204612    |              |
| 190     | BW   | Datei hochladen | Brücke über den Chräbsbach (um 1850)                                                         | G   | Waldeckstrasse N.N. 599860 / 205061        |              |
| 210     | ja   | Datei hochladen | Schulhaus der Molkereischule Rütti (1928), heutiges Inforama                                 | G   | Molkereistrasse 18 601590 / 204650         |              |
| 210     | ja   | Datei hochladen | Ehemaliges Käselager der Molkereischule Rütti (1890), heutiges Inforama                      | G   | Molkereistrasse 20 601614 / 204661         |              |
| 215     | ja   | Datei hochladen · Wikidata zu Obere Mühle (1849) (Q118390484)                                                        | Obere Mühle (1849)                                                                           | G   | Reichenbachstrasse 74 600748 / 204481      |              |
| 223     | ja   | Datei hochladen · Wikidata zu Verwaltungs-, Schul- und Internatsgebäude der Molkereischule Rütti (Q115582052)        | Verwaltungs-, Schul- und Internatsgebäude der Molkereischule Rütti (1890), heutiges Inforama | G   | Molkereistrasse 23 601629 / 204699         |              |
| 223     | ja   | Datei hochladen · Wikidata zu Schulgebäude der landwirtschaftlichen Schule Rüti (Q115582864)                         | Schulgebäude der landwirtschaftlichen Schule Rütti (1898–1900), heutiges Inforama            | G   | Rütti 1 601800 / 204060                    |              |
| 223     | ja   | Datei hochladen · Wikidata zu Hauptgebäude der landwirtschaftlichen Schule Rütti (Q118390926)                        | Hauptgebäude der landwirtschaftlichen Schule Rütti (1840–1844)                               | G   | Rütti 5 601843 / 204107                    |              |
| 223     | ja   | Datei hochladen | Alte Mühle (19. Jh.)                                                                         | G   | Rütti 7 601843 / 204111                    |              |
| 223     | ja   | Datei hochladen · Wikidata zu Verwaltungs- und Laborgebäude des Schweizerischen Fleckviehzuchtverbandes (Q118391092) | Verwaltungs- und Laborgebäude des Schweizerischen Fleckviehzuchtverbandes (1970)             | G   | Schützenstrasse 10 601559 / 204835         |              |
| 255     | ja   | Datei hochladen · Wikidata zu Stöckli (1827) (Q118391254)                                                            | Stöckli (1827)                                                                               | G   | Sägebachweg 2 599846 / 205082              |              |
| 256     | BW   | Datei hochladen | Bauernhaus (Ende 18. Jh.)                                                                    | G   | Hubelstrasse 103 599627 / 205138           |              |
| 339     | ja   | Datei hochladen · Wikidata zu Bauernhaus (1793) (Q118391329)                                                         | Bauernhaus (1793)                                                                            | G   | Schützenstrasse 11 601580 / 204901         |              |
| 342     | ja   | Datei hochladen | Gasthof Kreuz (Mitte 19. Jh.)                                                                | G   | Bernstrasse 157 601577 / 205158            |              |
| 354     | ja   | Datei hochladen | Bauernhaus (um 1860)                                                                         | G   | Wahlackerstrasse 50 601110 / 205016        |              |
| 402     | ja   | Datei hochladen | Wohnhaus (1914)                                                                              | G   | Wahlackerstrasse 33 601050 / 204974        |              |
| 435     | BW   | Datei hochladen | Brunnen (18. Jh.)                                                                            | K   | Schlossmattweg N.N. 600634 / 204255        |              |
| 435     | BW   | Datei hochladen | Wohnhaus (1914)                                                                              | G   | Schlossmattweg 7 600714 / 204343           |              |
| 552     | BW   | Datei hochladen | Schopf (18./19. Jh.)                                                                         | G   | Waldeckstrasse 44a 599901 / 204817         |              |
| 573     | ja   | Datei hochladen · Wikidata zu Bauernhaus (1845) (Q118391402)                                                         | Bauernhaus (1845)                                                                            | G   | Herrenvogel 1 599871 / 204369              |              |
| 573     | ja   | Datei hochladen · Wikidata zu Ofenhaus (Mitte 19. Jh.) (Q118393832)                                                  | Ofenhaus (Mitte 19. Jh.)                                                                     | G   | Herrenvogel 2 599905 / 204358              |              |
| 575     | BW   | Datei hochladen | Bauernhaus (1850)                                                                            | G   | Bühlikofen 3 600188 / 204656               |              |
| 578     | ja   | Datei hochladen · Wikidata zu Primarschulhaus Steinibach mit Turnhalle (1959) (Q118393877)                           | Primarschulhaus Steinibach mit Turnhalle (1959)                                              | G   | Aarestrasse 45, 47 601273 / 204163         |              |
| 953     | ja   | Datei hochladen · Wikidata zu Römisch-katholische Franziskuskirche (Q55415268)                                       | Römisch-katholische Franziskuskirche (1958/59)                                               | G   | Stämpflistrasse 28, 28a 601266 / 205453    |              |
| 1026    | BW   | Datei hochladen | zwei Einfamilienhäuser (1957)                                                                | G   | Reichenbachstrasse 19, 19a 601196 / 204432 |              |
| 1154    | ja   | Datei hochladen | Wohnhaus (1960)                                                                              | G   | Schweizerhubelstrasse 7 600713 / 205445    |              |
| 1261    | BW   | Datei hochladen | Villa (1964/65)                                                                              | G   | Kilchbergerweg 5 600715 / 205143           |              |
| 1404    | ja   | Datei hochladen · Wikidata zu Schlössli (1616) (Q118398941)                                                          | Schlössli (1616)                                                                             | G   | Bühlikofen 10 600223 / 204651              |              |
| 1648    | ja   | Datei hochladen · Wikidata zu Ehemaliges Ofenhaus (um 1770) (Q118402648)                                             | Ehemaliges Ofenhaus (um 1770)                                                                | G   | Waldeckstrasse 42 599913 / 204818          |              |
| 2226    | ja   | Datei hochladen · Wikidata zu Stöckli (1793) (Q118402989)                                                            | Stöckli (1793)                                                                               | G   | Wahlackerstrasse 52 601080 / 205054        |              |
| 2252    | ja   | Datei hochladen | Betriebsgebäude der Molkereischule Rütti (1956–1958)                                         | G   | Molkereistrasse 21 601565 / 204721         |              |